# Аржан
Аржа́н (Аржаан) — условное название памятников уюкской культуры в Туве — массовые захоронения людей и лошадей в курганах Аржан-1 и Аржан-2 в долине реки Уюк в отрогах Западного Саяна. Назван по топониму Аржаан — целебный источник.

## Аржан-1
Объект культурного наследия народов РФ. Объект № 1730193000 (БД Викигида)
Курган Аржан-1 наиболее ранний известный археологам курган с «элитным» захоронением «предскифской эпохи». Находится в Туве между населёнными пунктами Аржаан и Тарлык, южнее границы с Красноярским краем, и датируется серединой X века до н. э. Изучен в 1970-е годы экспедицией М. П. Грязнова. В его устройстве находят общее с андроновскими памятниками вроде Синташты.
Могила, очевидно знатного человека, сооружена из сосновых брёвен диаметром 30—85 см, имеет форму куба. Снаружи обнесена сосновой изгородью. Вокруг треугольного центра радиально расположены около 70 могил. Ранее памятник был разграблен. Тем не менее, найдено множество остатков одежды, оружия, костей жертвенных животных, снаряжения для лошадей, ювелирных изделий, наскальных рисунков и так далее.
Костные останки, как следует из медицинских исследований, принадлежат человеку преклонного возраста. Как отмечает Д. А. Мачинский, «на обнаруженных сравнительно немногочисленных предметах (курган ограблен в древности) присутствуют почти все основные образы складывающегося „звериного стиля“, выражающего мировоззрение ранних кочевников».

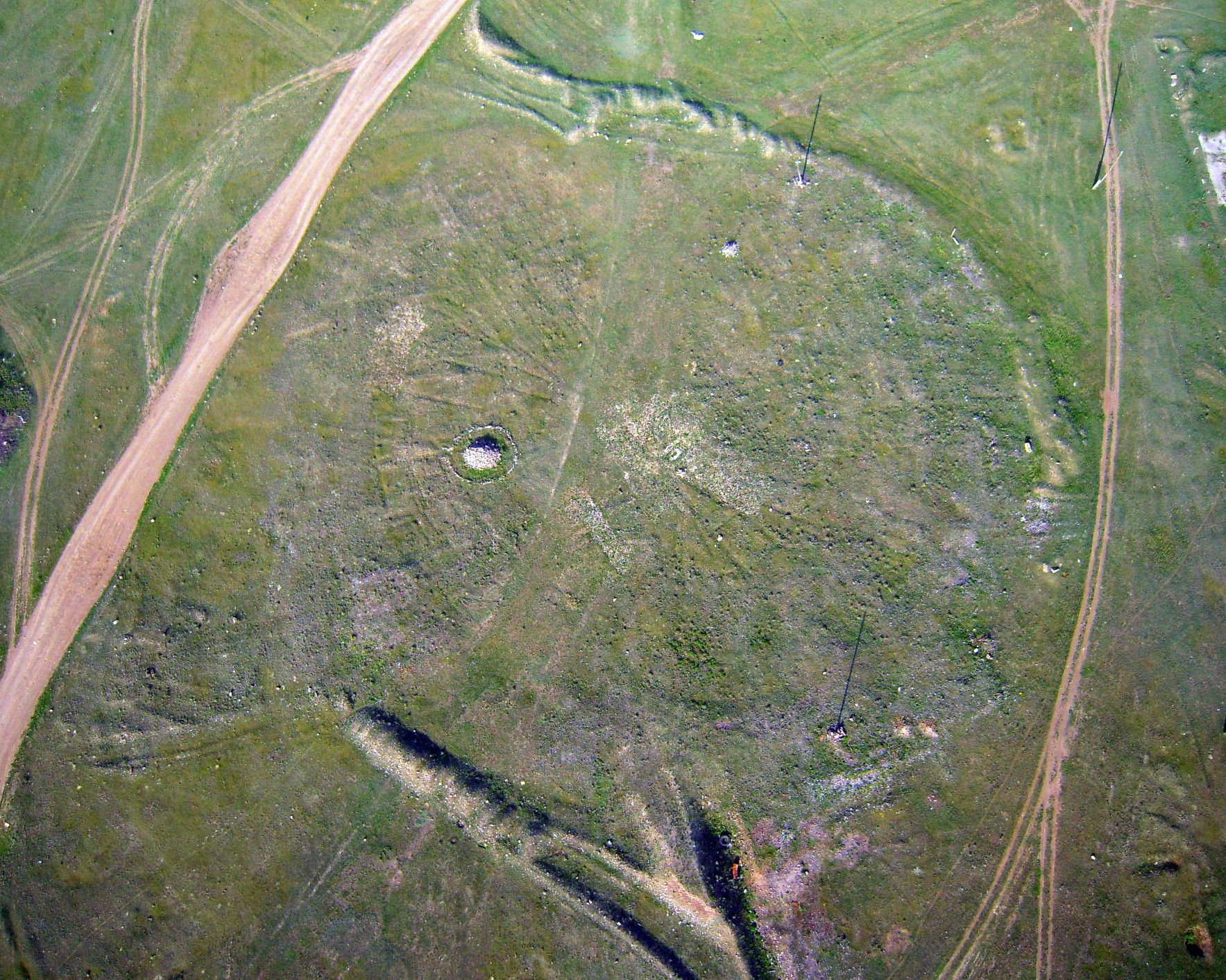
Аржан-1, датируемый примерно 800 г. до н.э., частично разграбленный в древности.
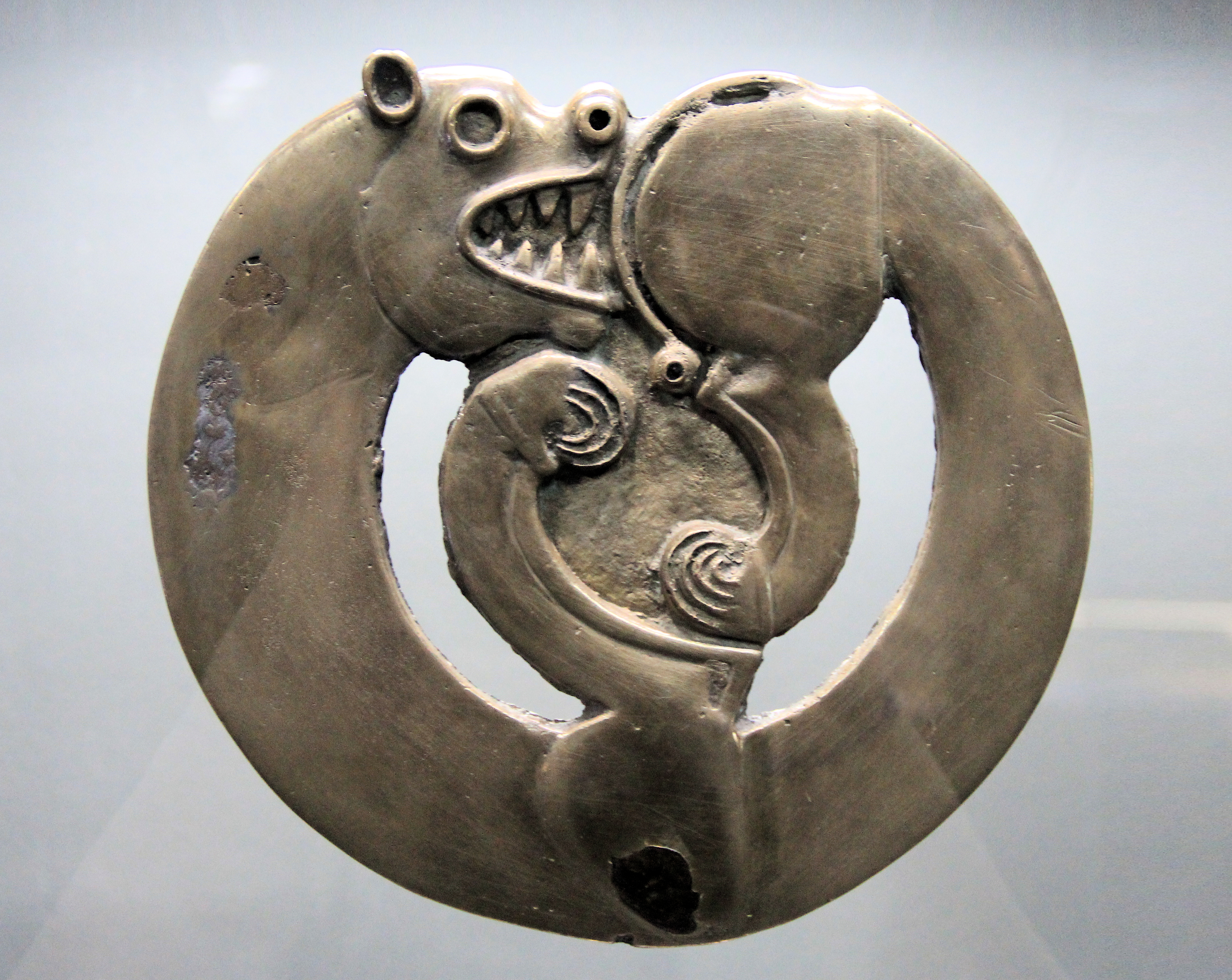
Свернувшееся в клубок животное семейства кошачьих из Аржана-1, около 800 г. до н.э.

## Аржан-2
Объект культурного наследия народов РФ. Объект № 1730193001 (БД Викигида)

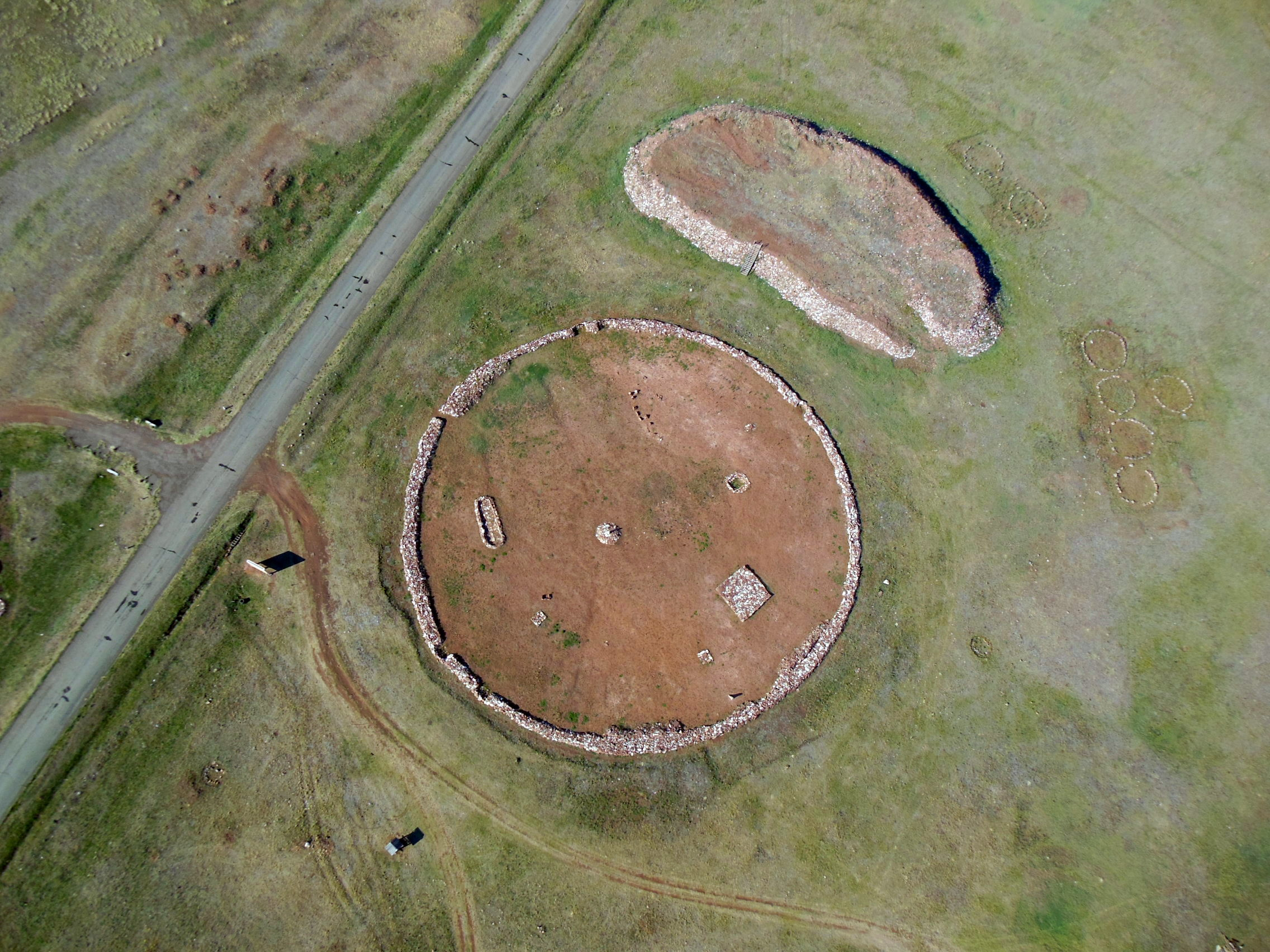
Курган Аржан-2

Курган Аржан-2 — захоронение скифского вождя второй половины VII века до н. э. в Пий-Хемском районе республики Тыва. Диаметр — 80 м, высота — 2 м. Впервые исследован в 1997 году. Раскопан в 2001—2003 годах российско-германской экспедицией (К. В. Чугунов, Г. Парцингер, А. Наглер)
В Аржане-2 найдено более 20 кг золотых изделий бытового и культового характера, выполненных в «зверином стиле» с высочайшим ювелирным искусством. Основная часть предметов находится в республиканском музее Тувы (г. Кызыл), часть — в Государственном Эрмитаже.

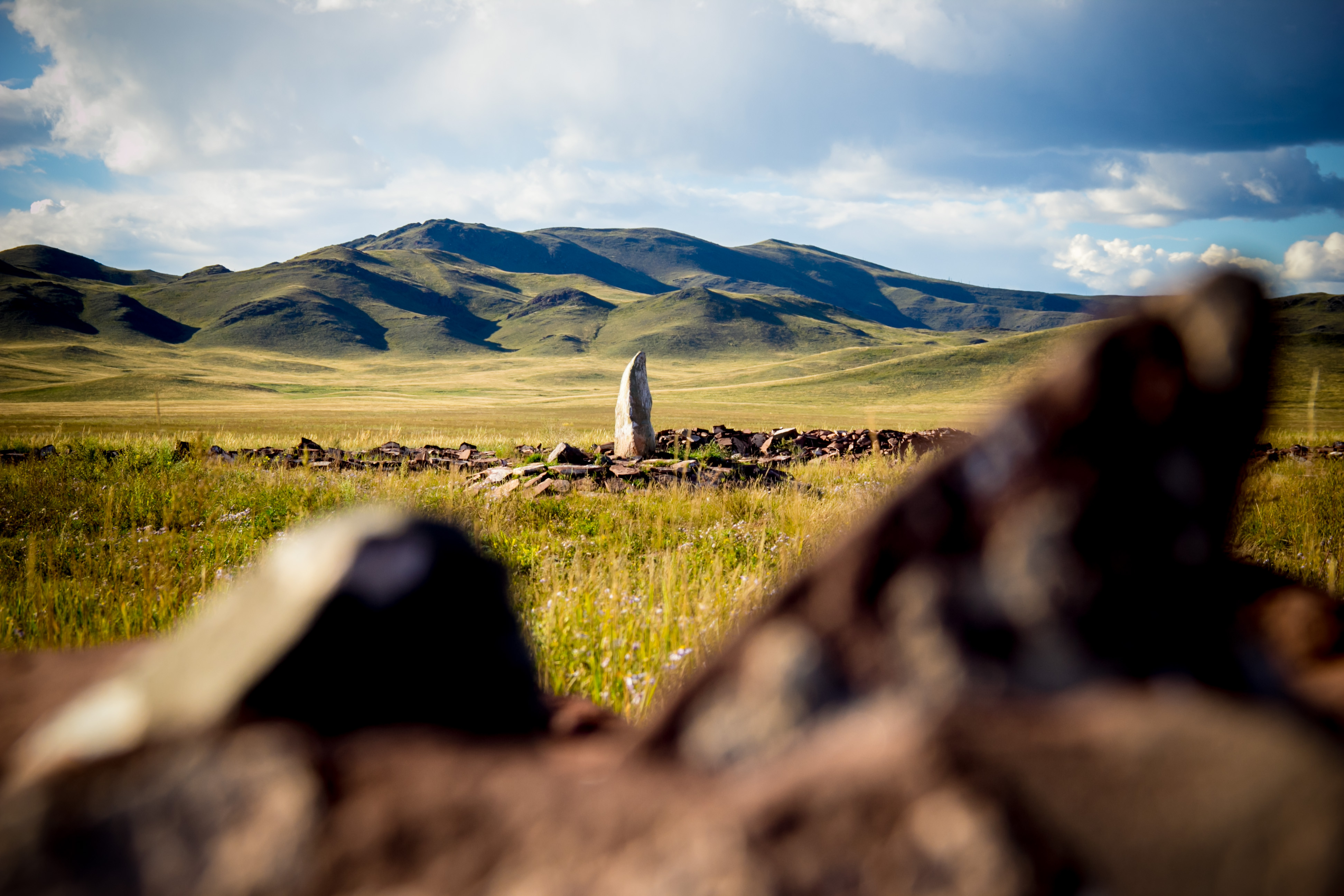
Долина Царей — курган Аржан-2
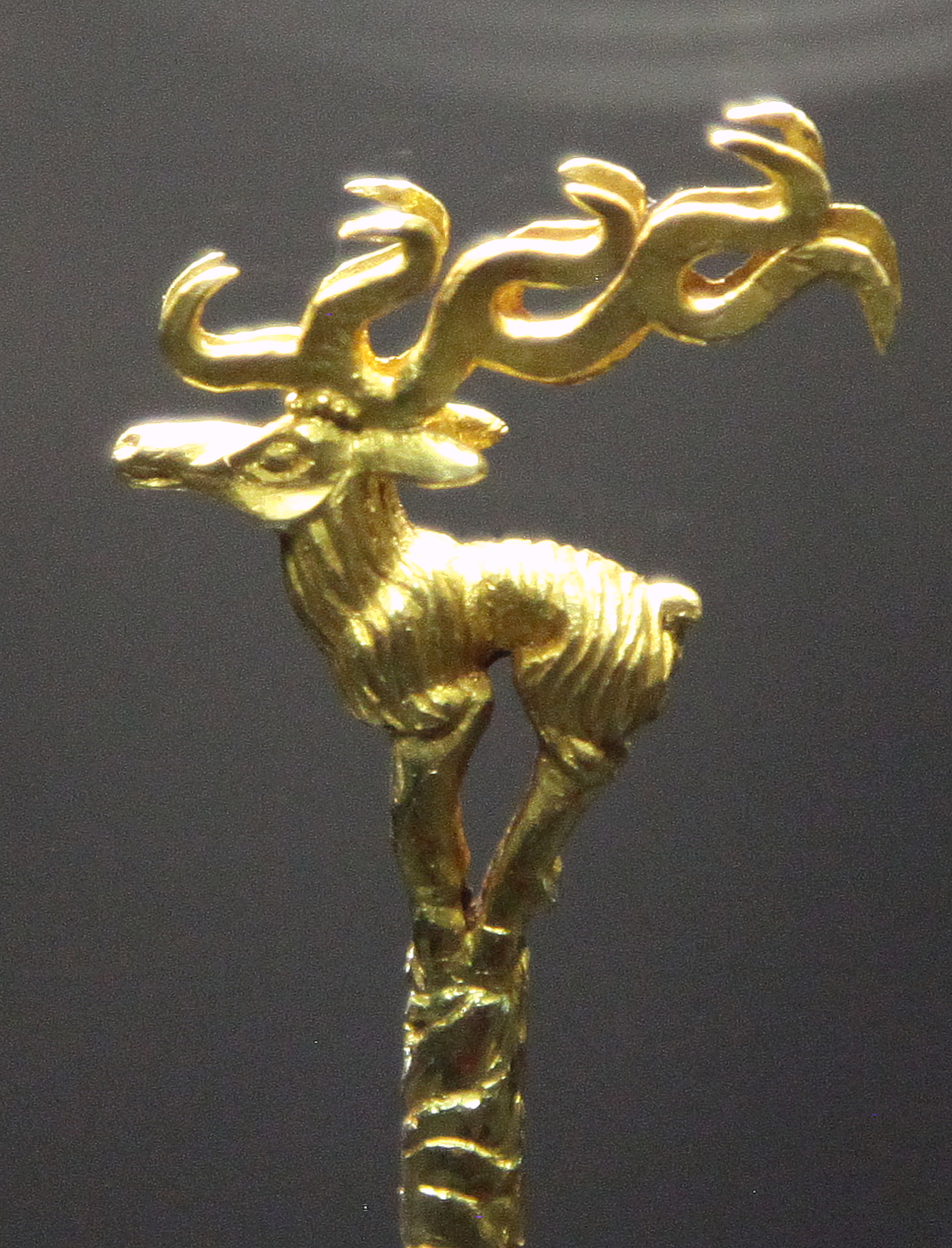
Олень «звериный стиль», (7-6 вв. до н.э.) Тува.
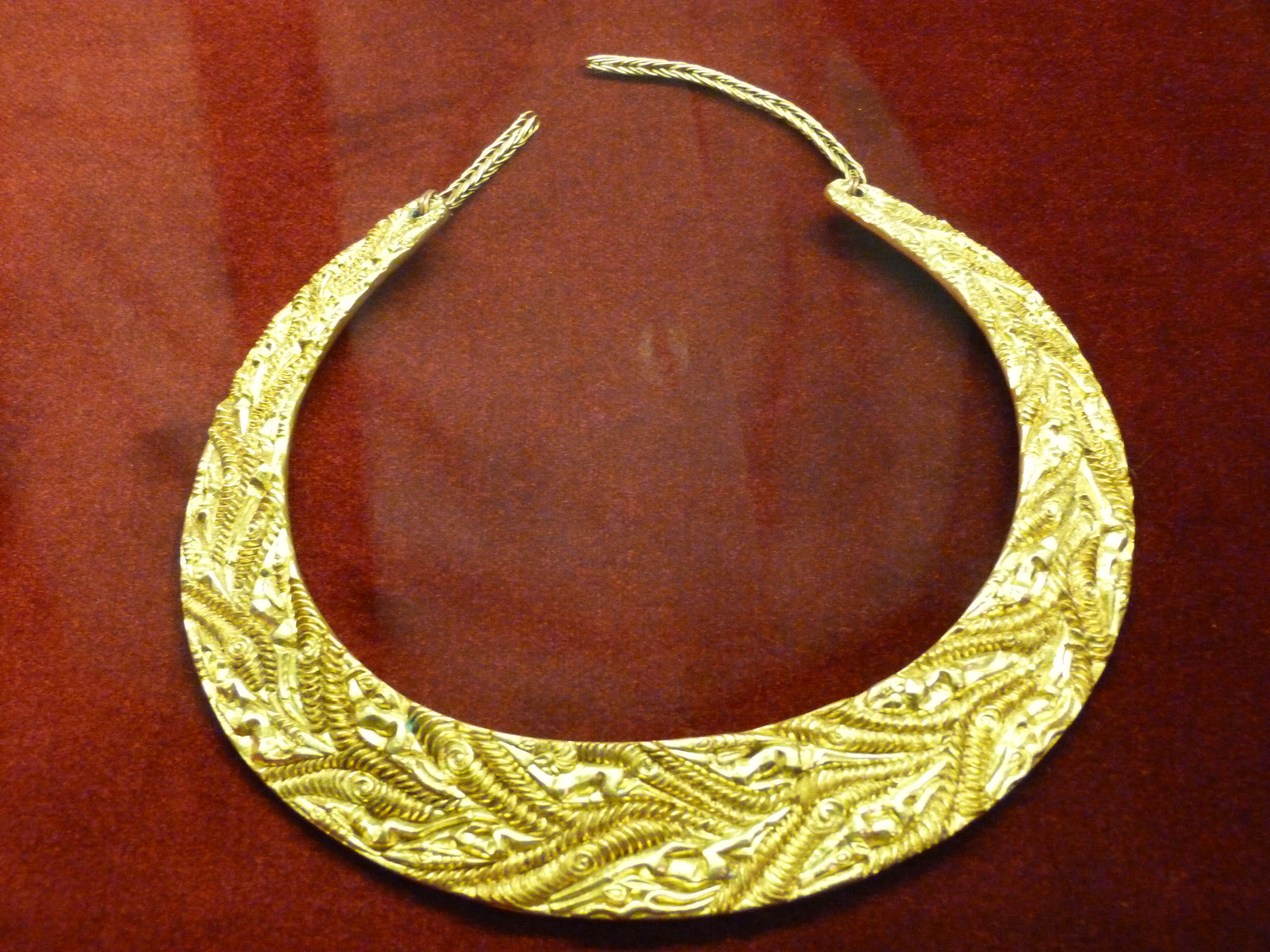
Наперсная пластина из кургана Аржан (7-6 вв. до н. э.) Тува.
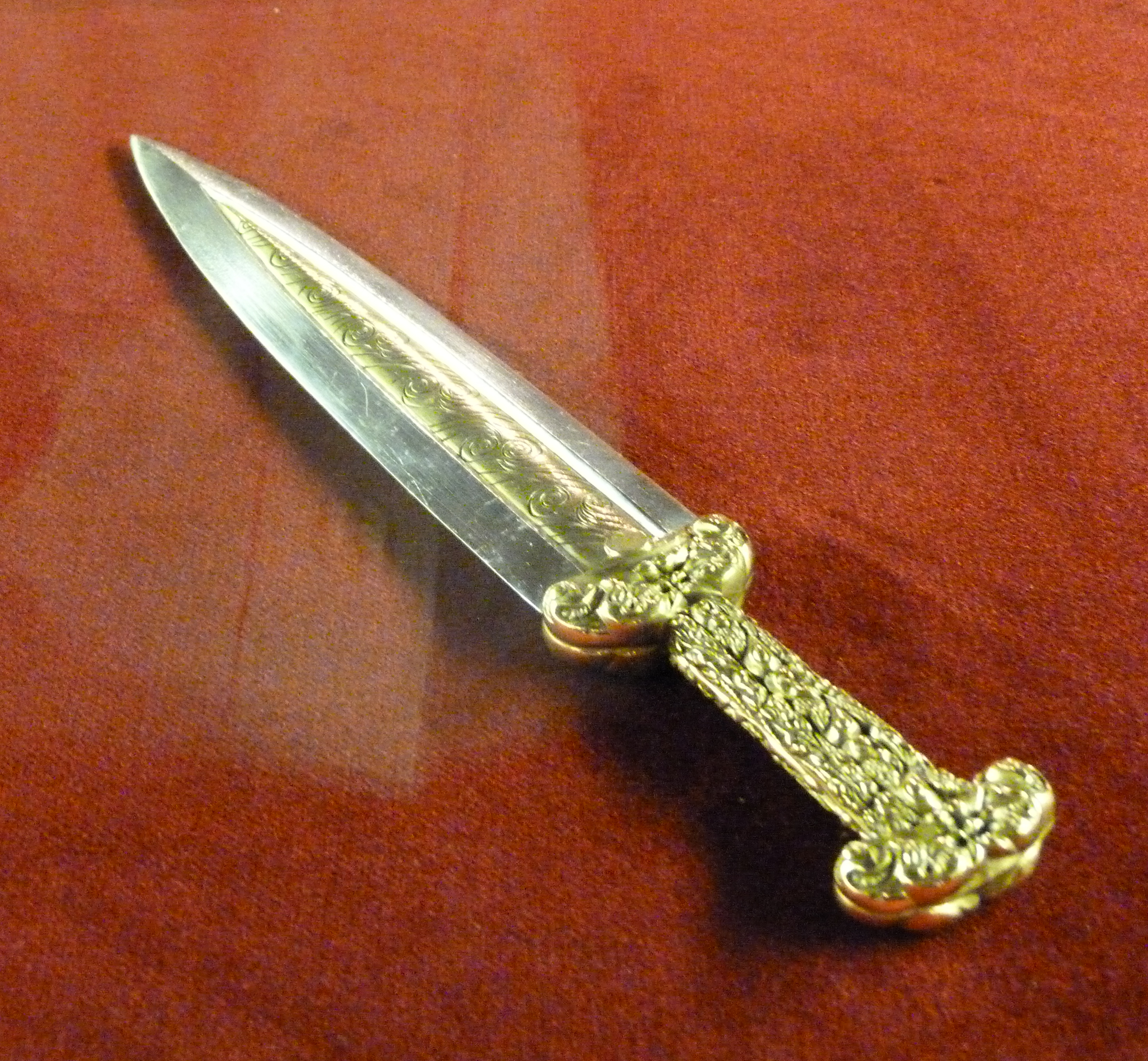
Акинак (кинжал) курган Аржан (7-6 вв. до н.э.) Тува.

## Аржан-5
Объект культурного наследия народов РФ федерального значения. Рег. № 171540391990006 (ЕГРОКН). Объект № 1730193004 (БД Викигида)
Аржан-5 — погребально-поминальный комплекс IX—VIII веков до н. э., расположенный в Турано-Уюкской котловине Пий-Хемского района Тувы.
По находкам в аржанских курганах возникло предположение, что начальным периодом скифо-сакской эпохи, временем формирования «звериного стиля» являются не VII—VI вв. до н. э., а начало VIII века до н. э. Регионом формирования и развития скифо-сибирского мира является не только северное побережье Чёрного моря, но и Центральная Азия, Центральный Казахстан, Передняя Азия, Алтайский и Аральский регионы. В Казахстане памятники аржанской культуры найдены в Алтайском крае (Майемер, Зевакино), Сарыарке (Тасмола), Приаралье (Тугискен, Уйгарак) и Жетысу.

## Антропология
Новосибирские антропологи под руководством заведующей сектором антропологии Института археологии и этнографии СО РАН доктора исторических наук Татьяны Алексеевны Чикишевой выполнили детальное антропологическое исследование материалов кургана Аржан-2, включающее классическую краниометрию (изучение черепов), одонтологию (исследование зубочелюстной системы) и остеологию. Также они сделали краткое антропологическое описание останков, послуживших основой для реконструкции облика погребенных. В частности, сибирские ученые установили, что похороненные в кургане вне зависимости от своего социального статуса представляют собой достаточно однородную в антропологическом отношении группу, сочетающую признаки европеоидной и монголоидной рас. Согласно данным исследователей ИАЭТ СО РАН, скелет «царя» принадлежал мужчине возрастом 40—45 лет, ростом около 167—170 сантиметров. Особенности его зубной системы свидетельствуют о монголоидной примеси. «Царица» же была женщиной 30—35 лет и ростом примерно 160 сантиметров. Для обоих характерна брахицефалия — относительно короткая и широкая форма головы.